# Magdiel (Edom)
Magdiel (em hebraico: מגדיאל) é um clã edomita mencionado em Gênesis 36:31–43.
É provável que o chefe do clã possuía o mesmo nome, conforme indicado por 1 Crônicas 1:54.
```
[
1
]
[
2
]
```